# Benjamin Richter
Benjamin Richter (auch Ben Richter) (* 17. Februar 1869 in Neuenstein; † 11. Januar 1954 in Stuttgart) war ein württembergischer Oberamtmann.

## Leben und Werk
Der Sohn eines Pfarrers besuchte die Theologischen Seminare in Maulbronn und Blaubeuren. Zwischen 1887 und 1891 studierte er Regiminalwissenschaften in Tübingen. Er war Mitglied der Studentenverbindung Lichtenstein Tübingen. 1891 und 1893 legte er die höheren Verwaltungsdienstprüfungen ab. Er begann seine berufliche Laufbahn 1891 als Referendar bei der Regierung des Neckarkreises in Ludwigsburg und als Staatsassisstent bei den Oberämtern Waiblingen und Tübingen. Zwischen 1895 und 1904 war er stellvertretender Amtmann bzw. Amtmann bei den Oberämtern Balingen und Marbach. 1904 ging er als Referent für das Wasserwesen zu Regierung des Neckarkreises. Von 1909 bis 1918 leitete er als Oberamtmann das Oberamt Aalen und von 1918 bis 1933 das Oberamt Eßlingen, ab 1928 mit der Amtsbezeichnung Landrat. Ab 1919 führte er den Titel Kollegialrat, später Oberregierungsrat. 1933 überwarf sich Benjamin Richter mit dem damals bei der Maschinenfabrik Esslingen beschäftigten Wilhelm Murr, der Gauleiter der NSDAP in Württemberg-Hohenzollern und später Reichsstatthalter in Württemberg war. Mit Wirkung vom 31. Oktober 1933 wurde er daher auf eigenen Antrag zwangspensioniert.